# Хайнрих Август фон Щолберг-Шварца
Хайнрих Август фон Щолберг-Шварца (на немски: Heinrich August zu Stolberg-Schwarza; * 17 юни 1697 в Гедерн; † 14 септември 1748 в Шварца) от фамилията Щолберг е граф на Щолберг-Шварца.
Той е малкият син на граф Лудвиг Христиан фон Щолберг-Гедерн (1652 – 1710) и втората му съпруга херцогиня Христина фон Мекленбург-Гюстров (1663 – 1749), дъщеря на херцог Густав Адолф фон Мекленбург-Гюстров и съпругата му Магдалена Сибила фон Шлезвиг-Холщайн-Готорп. Близнак е на Лудвиг Адолф (1697 – 1698) и брат на граф Кристиан Ернст фон Щолберг-Вернигероде (1691 – 1771) и на княз Фридрих Карл фон Щолберг-Гедерн (1693 – 1767).
Хайнрих Август умира на 15 септември 1748 г. на 51 години в Шварца, Тюрингия.

## Фамилия
Хайнрих Август се жени на 14 ноември 1724 г. в Грайц за графиня Ернестина Емилия Ройс-Унтерграйц (* 4 април 1705 в Бургк; † 26 април 1728 в Шварца при Шлойзинген), дъщеря на граф Хайнрих XIII Ройс-Унтерграйц (1672 – 1733) и графиня София Елизабет фон Щолберг--Вернигероде-Илзенбург (1676 – 1729). Тя умира на 23 години. Те имат две дъщери:

- Христиана Хенриета Елизабет (1726 – 1785), омъжена на 4 януари 1755 г. във Вернигероде за граф Георг фон Шлиц-Гьорц (1724 – 1794)
- Августа Ернестина (1728 – 1729)

Той се жени втори път на 19 октомври 1729 г. в Ингелфинген за графиня Фридерика Шарлота фон Хоенлое-Ингелфинген (* 29 октомври 1707 в Ингелфинген; † 13 май 1782 във Вернигероде), дъщеря на граф Христиан Крафт фон Хоенлое-Ингелфинген (1668 – 1743) и графиня Мария Катарина София фон Хоенлое-Валденбург-Пфеделбах (1680 – 1761). Те нямат деца.